# Мазили (Валча)
Мазили (рум. Măzili) насеље је у Румунији у округу Валча у општини Сутешти. Oпштина се налази на надморској висини од 173 m.

## Становништво
Према подацима из 2002. године у насељу је живело 313 становника, од којих су сви румунске националности.